# Lindvallen

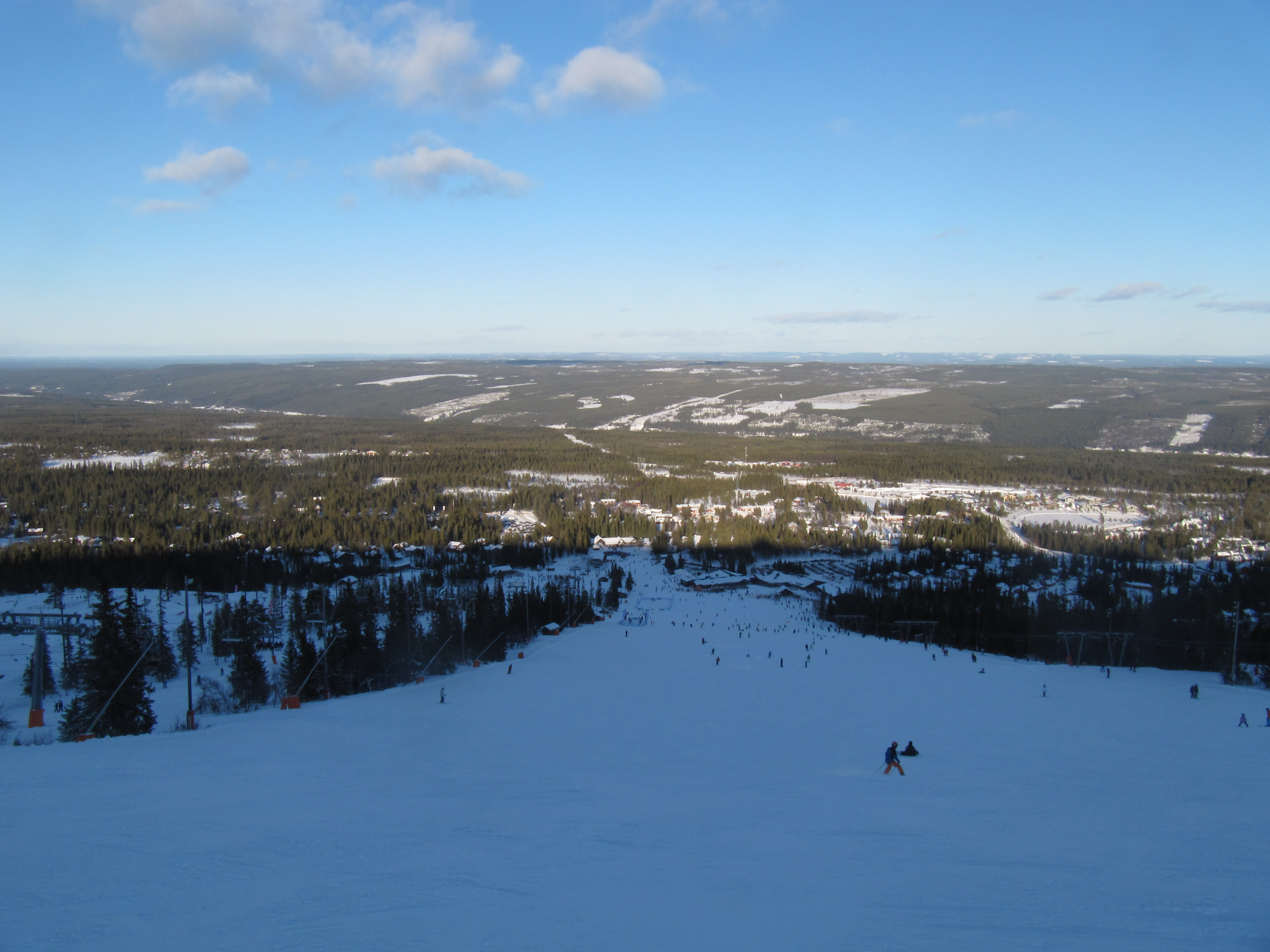
Een afdaling in Lindvallen

Lindvallen is een wintersportgebied in de Zweedse provincie Dalarnas län, ten westen van het dorpje Sälen. Lindvallen maakt deel uit van het wintersportgebied Skistar Sälen, waar ook Högfjället, Hundfjället en Tandådalen onder vallen. Het gebied is via een stoeltjeslift verbonden met Högfjället, samen met dit gebied zijn er in totaal 57 pistes en 48 liften.